# Bruno Ferretti
Bruno Ferretti (Bolonha, 1913 – 11 de agosto de 2010) foi um físico italiano.
Ferretti estudou em Bolonha e foi em 1937 membro do grupo de Enrico Fermi em Roma. Quando Fermi deixou a Itália em 1938 e foi para os Estados Unidos, recomendou que Ferretti assumisse suas aulas. Em 1947 foi professor na Universidade de Milão e 1948 em Roma. Foi juntamente com Edoardo Amaldi em Roma membro fundador da Organização Europeia para a Pesquisa Nuclear (CERN). Em 1957 foi o primeiro diretor do Grupo Teórico CERN em Genebra. Em 1959 foi sucedido por Markus Fierz e seguiu para Bolonha, onde foi até 1988 professor de física teórica.
Ferretti trabalhou inicialmente com raios cósmicos (com Gilberto Bernardini, Oreste Piccioni e Gian Carlo Wick) e então sobre teoria quântica de campos. Mais recentemente envolveu-se com questões fundamentais de mecânica quântica e detectores de ondas gravitacionais.
Participou da Oitava Conferência de Solvay.